# Chartreuse de Montmerle
La chartreuse Notre-Dame de Montmerle du Val-Saint-Étienne est une ancienne chartreuse en ruines située à Lescheroux, dans la région de l'Ain, en France.

## Historique
Ce prieuré bénédictin, fondé en 1070, dépend à l'origine de l'abbaye du Joug-Dieu en Beaujolais, comme le prieuré de Seillon. Celui-ci passe aux chartreux et, en 1210, Montmerle suit son exemple. La réaction violente de l'abbaye n'est apaisée qu'en 1220 par une transaction.
Une bulle pontificale datée de 1222 confirme le règlement de ce différend qui prive l'abbaye du Joug-Dieu de la presque totalité de ses dépendances outre Saône.
C'est la plus riche des maisons bressanes et elle est souvent en mesure de secourir les autres, notamment lors des guerres franco-savoyardes. Elle est cependant éprouvée par la conquête de la Franche-Comté par Richelieu, guerre de Dix Ans).
Un nouveau monastère est construit dans un nouvel emplacement plus éloigné de la rivière et la communauté s'y transfère en 1664, l'ancien monastère est converti en ferme. En choisissant cet endroit isolé, surplombant le Val Saint-Etienne et le moulin de Veyriat, on restituait là aussi en son intégrité la règle de Saint Bruno, la recherche de l'isolement des ermites du Désert. Montmerle, qui était passée à l'Ordre des Chartreux depuis 1210, devint la plus puissante des huit maisons que comptaient la Bresse et le Bugey. Ce fut la 36ème de l'Ordre.
À la Révolution, elle est prospère et fervente. Le 13 février 1790, l'assemblée constituante prononce l'abolition des vœux monastiques et la suppression des congrégations religieuses. Elle opte pour la vie commune, mais doit se disperser au terme légal d’octobre 1792. Ce n'est pas le seul monastère ou la seule abbaye qui subissent le même sort, au cours de la Révolution, beaucoup de belles choses ont été détruites. La vente, comme « biens nationaux », des biens du clergé a fait passer bien des trésors architecturaux entre les mains des révolutionnaires et autres profiteurs. La sinistre Bande Noire, dénoncée par Balzac dans plusieurs de ses romans, était une association de spéculateurs qui achetaient à bas prix les châteaux, abbayes, et autres monuments confisqués, dans le but de les revendre avec profit ou bien de les démolir et d'en vendre les matériaux. Cette chartreuse comme l'abbaye de Saint-Wandrille et celle de Cluny en sont des exemples.
Elle est désormais en ruines.

## Prieurs
Le prieur est le supérieur d'une chartreuse, élu par ses comprofès ou désigné par les supérieurs majeurs.
- Ogier, premier prieur.
- Bernard Guayraud ou Gayrard (Gayrardi) (†1557), profès de Cahors, prieur de Glandier en 1554, prieur de Villefranche, prieur de Montmerle et visiteur de la province de Bourgogne[5],[6].
- Philippe, en religion Bruno, Jayr (†1695), né à Bourg-en-Bresse, profès à Lyon, le 8 septembre 1647; prieur de Montmerle, de Lyon du 20 décembre 1676 au 29 mai 1686, de Portes; coadjuteur recteur à Ripaille de 1694 à 1695; décédé dans cette maison[7].

## Héraldique
|  | Selon la tradition cartusienne la chartreuse porte les armes de son fondateur Hugues, Seigneur d'Asnières et de Saint-Julien-sur-Reyssouze qui se blasonnent ainsi : « D'hermine, à la fasce denchée de gueules. » Après, l'édit du 18 novembre, 1696 : « D'argent à un saint Etienne de carnation vêtu en diacre de gueules, tenant de sa main dextre des pierres d'or ensanglantées de gueules, et de sa main senestre soutenant la lettre M en lettre onciale d'azur, sommée d'une croix à deux croisons de même au pied fiché dans le milieu de cette lettre, et au-dessous une étoile aussi d'azur. » (Blason de droite). |